# فلوریت
فلوریت (به انگلیسی: Fluorite)که همچنین به آن فلورسپار گفته می‌شود، یک ترکیب معدنی است که از جنس کلسیم فلوریت ({\displaystyle {\ce {CaF2}}}) می‌باشد. 
نام این ماده، از واژهٔ لاتین fluere به معنای «جریان یافته» (to flow)، گرفته شده است. علت این نامگذاری، این است که این ماده به سهولت ذوب می‌شود و جریان می‌یابد. در حقیقت، نام عنصر فلئور، به دلیل همین مسئله، قرار داده شده است.
فلورین در ترکیب‌های مختلف یافت می‌شود اما در حالت آزاد مشاهده نمی‌شود. علت این مسئله، فعالیت شیمیایی بالای این ماده می‌باشد. این تخمین زده شده است که میزان این ماده در پوستهٔ زمین، 597 ppm بوده است و همچنین آب دریا، حاوی 1.3mg /lit می‌باشد. مواد معدنی مهم حاوی فلورین، عبارتند از:
فلوریت({\displaystyle {\ce {Ca F2}}})
فلور- آپاتیت (3Ca-3 (PO-4)-2 .Ca(Cl,F
کریولیت (Na3 AlF6)
از بین این مواد فلوریت، از لحاظ تجاری، مهم‌ترین مادهٔ معدنی، محسوب می‌شود.
فلوریت یک مادهٔ معدنی متداول در ذخایر با منشأ هیدروترمال می‌باشد. این نوع از منابع در گرانیت‌ها و سایر سنگ‌های آتشفشانی یافت می‌شود و میزان آن در دولومیت و سنگ آهک، اندک است. این مادهٔ معدنی، در ذخایر رگه ای یافت می‌شود، مخصوصاً به همراه مینرال‌های فلزی. در واقع این ماده، یک بخشی از مواد زائد این معادن، محسوب می‌شود. این مادهٔ معدنی، به همراه سرب معدنی، سالریت (sphalerite)، باریت‌ها، کوارتز و تالک، وجود دارند. فلوریت، یک مینرال معدنی با توزیع گسترده می‌باشد. ذخایر قابل توجهی از این ماده در آلمان، استرالیا، سوئیس، کلورادوی آمریکا، یافت می‌شود. در واقع فلوریت‌ها، یک جزء اصلی از ذخایر آبشار گرم می‌باشد. این ماده برخی اوقات در سنگ خارای زبر نیز یافت می‌شود.

## تاریخچه
فلوریت‌ها به دلیل رنگ زیبای خود و همچنین سایر ویژگی‌های نوری، انسان‌ها را به خود جذب می‌کنند. اما اولین استفاده عملی از این ماده، در سال ۱۶۷۰ گزارش شده است. در این سال، شیشه‌ها با کمک یک مادهٔ معدنی اچ می‌شد. بعدها، این فهمیده شد که مادهٔ مورد استفاده در اچ، در واقع ترکیبی از کلسیم است که بعدها، فلوریت نامیده شد. این نام‌گذازی به‌وسیلهٔ Scheele در سال ۱۷۷۱ انجام شد. علت این نامگذاری، قابلیت ذوب آزاد این ماده بود. در سال ۱۸۱۱، Andre Marie Ampere یک اسید مشابه با HCl تهیه کرد که بعدها، آن را فلوریت نامید. از میان سایر ترکیباتی که از این ماده تولید شد، عنصر فلورین را نتوانستند جداسازی کنند. علت این مسئله، فعالیت شیمیایی بالای این ماده می‌باشد. در سال ۱۸۶۹، George Gore قادر شد تا این گاز را با استفاده از الکترولیز اسید HF تولید کند اما فلور آزاد یا فلورین عنصری آزاد و هیدروژن سریعاً با هم واکنش می‌دهند و انفجار ایجاد می‌کنند. یک روش عملی در ایزولاسیون عنصر فلئور، اولین بار در سال ۱۸۸۶ و در زمانی توسعه یافت که شیمیدان فرانسویNobel Laureate موفق به الکترولیز یک مخلوط از پتاسیم فلورید (KF) و اسید HF در سلول پلاتینی شد.
تا جنگ جهانی دوم، هیچ تولید تجاری از این عنصر، وجود نداشت. در طی جنگ جهانی دوم، فشار برای غنی سازی هسته ای موجب شد تا این محلول وارد چرخهٔ صنعتی شود. در سال ۲۰۰۱، تولید جهانی این ماده، به ۴٫۳ میلیون تن رسید که نیمی از آن در چین تولید شده است. سایر تولیدکننده‌های اصلی این ماده، مکزیک، آفریقای جنوبی، مغولستان و روسیه می‌باشند.
در هند، هیچ تولید به ثبت رسیده‌ای از این ماده تا سال ۱۹۶۰ مشاهده نشده است. در این زمان، برخی از تولیدکننده‌های خرده‌پا، شروع به تولید این ماده کردند. تولید محلول‌های غلیظ نیز در سال ۱۹۷۰ شروع شده است.

## ساختار
فلوریت دارای یک ساختار با کریستال‌های ماتریس مکعبی می‌باشد. فلوریت دارای چهار سطح شکسته است که به ایجاد یک قطعه هشت ضلعی کمک می‌کند. گاهی جایگزینی عنصر کلسیم به وسیله برخی از عناصر کمیاب نظیر یتریوم، سریم، آهن، سدیم و باریم اتفاق می‌افتد که باعث ایجاد ناخالصی در فلوریت می‌گردد.

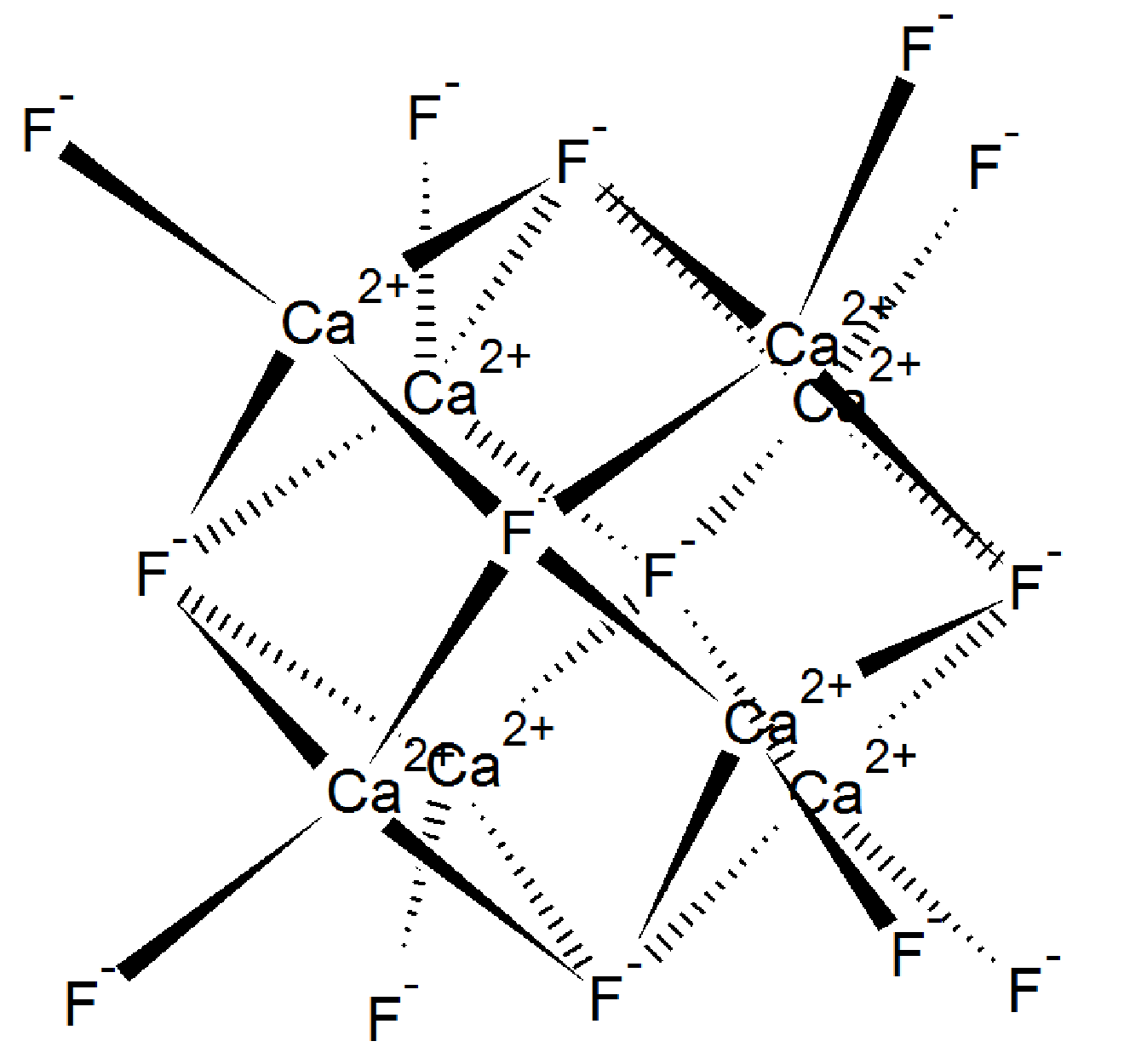
CaF2

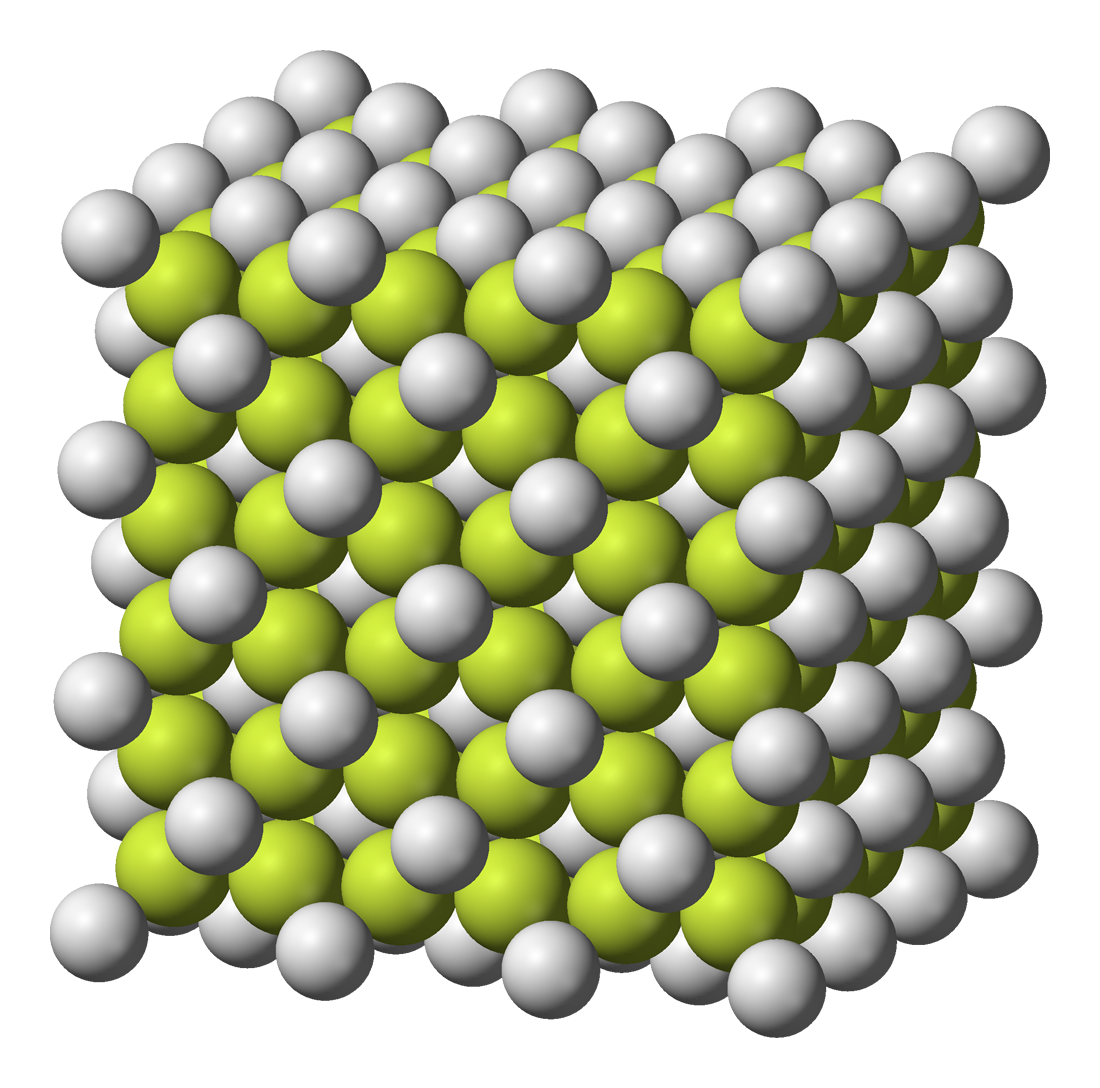
ساختار با کریستال‌های ماتریس مکعبی فلوریت

## معادن

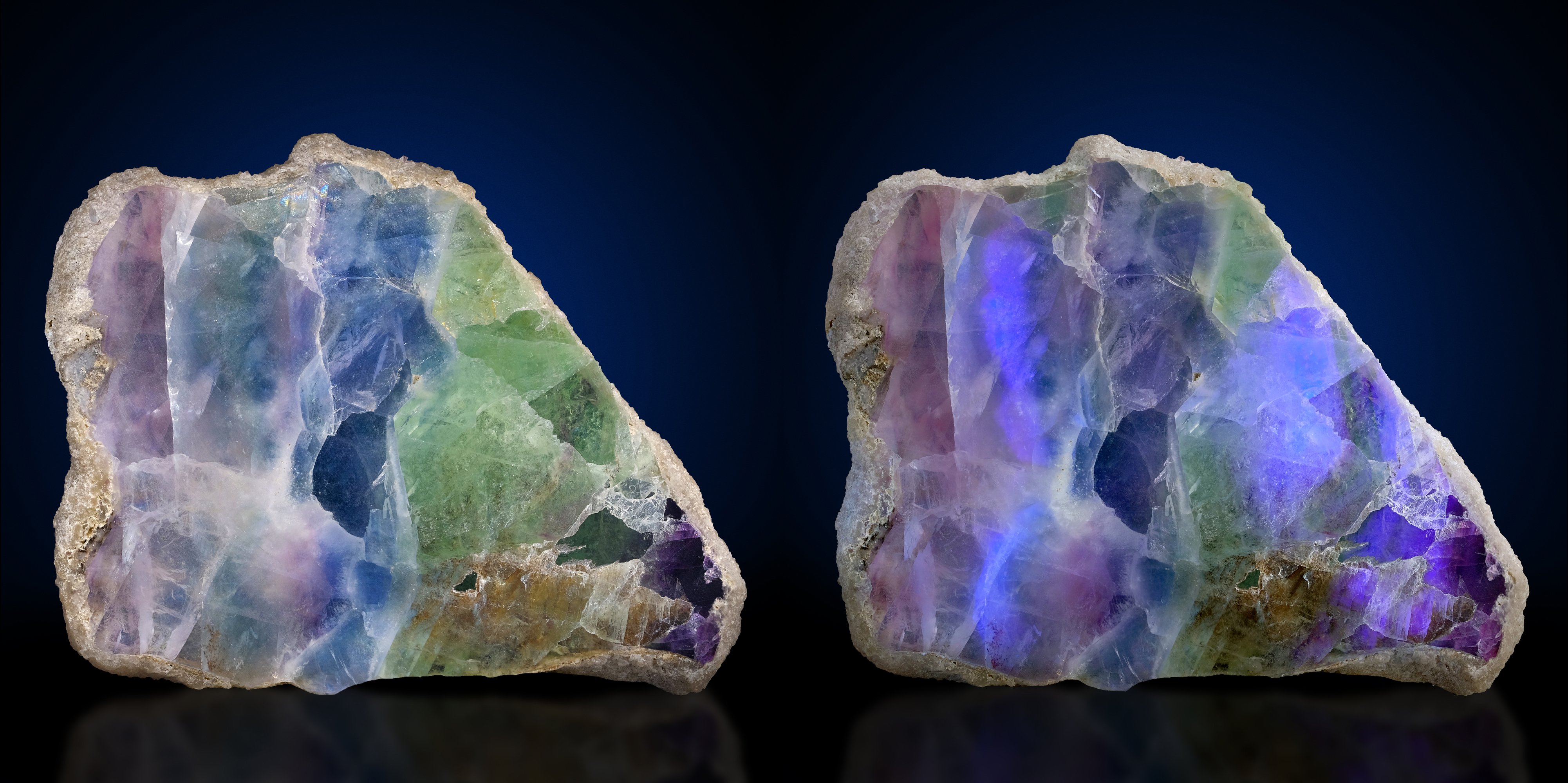
فلورسانس فلوریت در اشعه ماوراء بنفش

فلوریت به عنوان یک ماده معدنی به وفور در سرتاسر جهان یافت می‌شود و در نزدیک به ۹۰۰۰ منطقه می‌توان فلوریت را یافت کرد. این سنگ ممکن است دارای رگه‌های رسوبی باشد به ویژه رگه‌هایی از مواد معدنی فلز در آن یافت شود. فلوریت ممکن است همراه با مواد معدنی نظیر گلن، اسفالریت، باریت، کوارتز و کلسیت یافت شود. ذخایر سنگ فلوریت در جهان بالغ بر ۲۳۰ تن تخمین زده می‌شود و مهم‌ترین ذخایر آن در آفریقای جنوبی (حدود ۴۱ میلیون تن)، مکزیک(۳۲ میلیون تن) و چین (۲۴ میلیون تن) است. یکی از معروف‌ترین مکان‌هایی که فلوریت در آنها یافت می‌شود Castleton در دربی شایر انگلستان است که ازآن فلوریت بنفش استخراج می‌شود و به سنگ آب جان معروف است.. این معدن در طول قرن ۱۹ مورد بهره‌برداری قرار گرفت و به دلیل فلوریت آبی نادر آن سالانه فقط چند صد کیلوگرم از آن استخراج می‌شود. البته به تازگی ذخایری در چین نیز کشف شده است که فلوریتی شبیه به انگلستان تولید می‌کنند.
فلوریت جزو سنگ‌هایی است که خاصیت فلورسانس دارند و این برای اولین بار در سال ۱۸۵۲ توسط گابریل استوکس کشف شده است. فلورسانس شامل افزایش سطح انرژی الکترون‌ها توسط کوانتوم‌های نور است و به این صورت است که زمانی که یک ماده معدنی را در معرض نور قرار می‌دهید این سنگ نور را جذب می‌کند و پس از مدتی به انتشار نور و انرژی جذب شده ادامه می‌دهد. انگشتر مردانه که در تصویر زیر مشاهده می‌کنید دارای خاصیت فلورسانس می‌باشد.

## خواص[نیازمند منبع]
این سنگ دارای ظاهری شیشه ای و نرم و تنوع رنگ زیادی است.
سنگ فلوریت دارای فرکانس‌های پایداری است که این فرکانس‌ها سبب ایجاد آرامش می‌گردند.
فلوریت می‌تواند انرژی‌های پراکنده و ناسازگار را به انسجام و هماهنگی برساند. نمادی از معنویت و اندیشه، تمرکز و دقت و همچنین تعادل در همه جنبه‌های زندگی فردی است.
از سنگ فلوریت با عنوان سنگ نابغه یاد می‌شود؛ زیرا این سنگ تأثیر بسیار زیادی در دستاوردهای ذهنی بسیار زیاد دارد و
موجب ذخیره اطلاعات جدید و افزایش استعدادها و خلاقیت‌ها می‌گردد و حل مسائل پیچیده را نیز بسیار آسان می‌گرداند.
انرژی موجود در سنگ فلوریت، بارهای الکتریکی موجود در سلول‌های مغز را تحریک می‌کند و سبب می‌شود هر دو نیمکره مغز در تعادل و هماهنگ با یکدیگر فعالیت کنند.
از دیگر ویژگی‌های این سنگ می‌توان به تأثیر آن در افزایش آگاهی و پیشرفت‌های ذهنی در زمینه‌های روحی، روانی و معنوی اشاره کرد.
سنگ فلوریت سبب به جنبش درآوردن خلاقیت در افراد می‌گردد و یک طیف گسترده از راه‌های گوناگون را برای اکتشافات فروان در اختیار افراد قرار می‌دهد.
سنگ فلوریت دارای تنوع رنگ زیادی است که هر رنگ موجود دراین سنگ به گونه ای خاص به پرورش توانایی‌های ذهنی انسان می‌پردازند و فعالیت‌های ذهنی و بدنی و سطح انرژی بدن را کنترل می‌کنند.
فلوریت بنفش: سبب ایجاد صلح و آرامش در میان افراد می‌گردد و به جنبه‌های معنوی ذهن که با روح در ارتباط است، اختصاص دارد.
فلوریت بنفش سبب تصفیه ذهن می‌گردد و تیزهوشی ذهن را افزایش می‌دهد، این سنگ همچنین قادر به
تحریک چاکرای چشم سوم است و به همین دلیل سبب افزایش آگاهی‌های منطقی و همچنین بهبود فرایندهای ذهنی و تفکر افراد می‌گردد.
فلوریت بنفش در واقع سنگی برای محافظت از ذهن به‌شمار می‌رود و ذهن را در برابر افکار بد و انرژی‌های منفی محافظت می‌کند.
سنگ فلوریت بنفش یک کریستال عالی برای افزایش تمرکز در مدیتیشن به‌شمار می‌رود و توانایی‌های روحی و روانی افراد را افزایش می‌دهد و سبب ایجاد آرامش روحی و معنوی برای افراد می‌گردد.

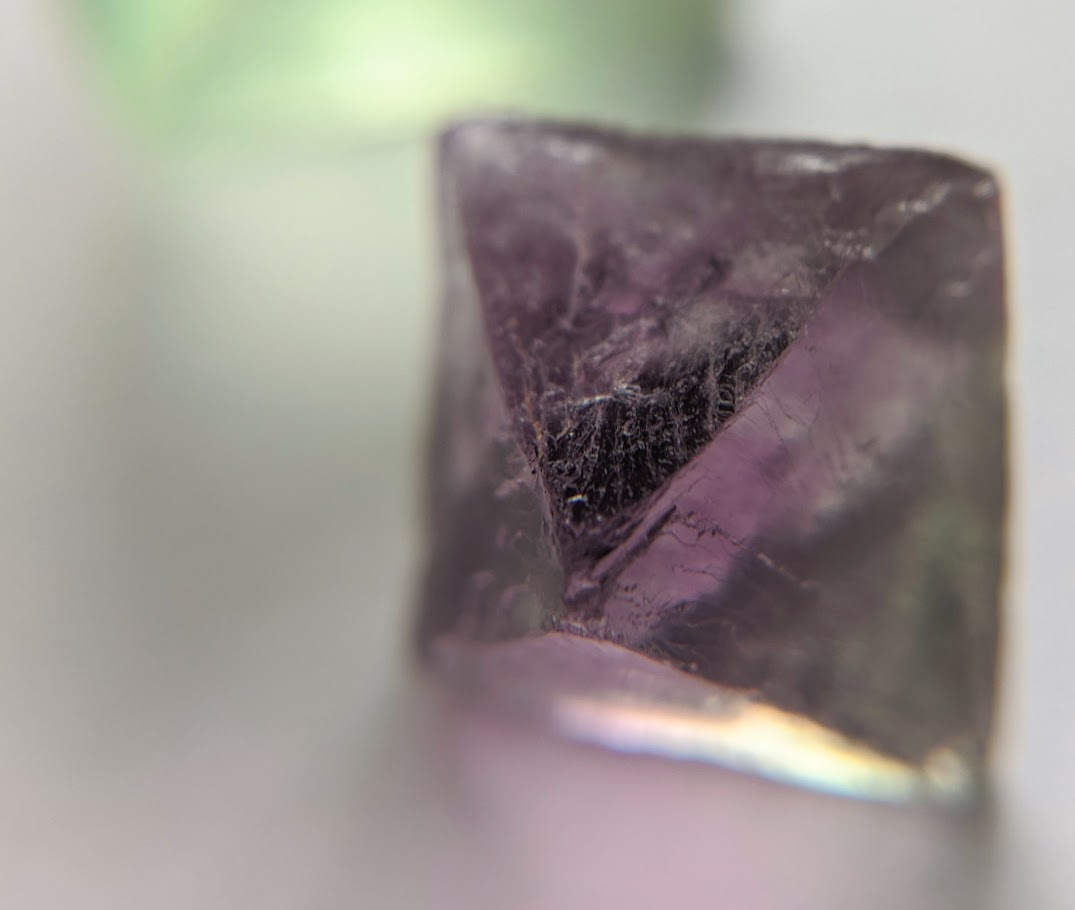
کریستال فلوریت بنفش

فلوریت آبی: سنگ فلوریت آبی سبب انتقال انرژی‌های آرامش بخش به بدن می‌گردد و افکار و ذهنیات فرد
را یکپارچه و منظم می‌سازد و به این ترتیب مغز را به سمت هدف در نظر گرفته شده هدایت می‌کند.
فلوریت آبی بر روی چاکرای چشم سود و گلو هماهنگی تأثیر گذار است و مهارت‌های ارتباطی را بهبود می‌بخشد.
سنگ فلوریت آبی سبب ایجاد صداقت، عدالت طلبی و رهایی از وسواس‌های فکری می‌گردد و ناامیدی و کسالت را از بین می‌برد، همچنین تأثیر خوبی بر روی عملکرد حافظه دارد.
فلوریت بی‌رنگ: سنگ فلوریت بی‌رنگ سبب ایجاد وضوح ذهنی در افراد می‌گردد و تحریک کننده چاکرای تاج است.
این سنگ در تزکیه و ایجاد هماهنگی میان ذهن و روح کاربرد دارد.
فلوریت بی‌رنگ در کاهش آشفتگی‌های عاطفی تأثیرگذار است و برای ایجاد هماهنگی میان چاکراهای بدن و ذخیره انرژی‌های فیزیکی مثبت به کار می‌رود.
فلوریت سبز: سنگ فلوریت سبز برای از بین بردن انرژی‌های منفی موجود در محیط استفاده می‌شود و پاکی و طراوت بهار را برای چاکراهای بدن به ارمغان می‌آورد.
سنگ فلوریت سبز به خصوص بر روی چاکرای قلب بسیار تأثیرگذار است و سبب ایجاد هماهنگی میان قلب، افکار و کلام افراد با اقدامات آنان می‌گردد و دستیابی به اهداف عالی را آسان می‌گرداند.
فلوریت زرد: این سنگ که فلوریت طلایی نیز نامیده می‌شود، سبب ایجاد وحدت و یکپارچگی عقلی می‌گردد و درک و منطق و توانایی‌های فکری را افزایش می‌دهد.
فلوریت زرد در ارتباط مستقیم با ذهن است و در عملی کردن ایده‌ها و اهداف بسیار تأثیرگذار است.
این سنگ همچنین در ترویج چشم‌انداز مثبت در زندگی و ایجاد یک ساختار مناسب و ایدئال از عشق و همبستگی در زندگی کاربرد دارد.
این بلور دارای فواید بسیاری است. از جمله خارج نمودن انرژی منفی و جایگزینی انرژی مثبت و در درمان بیماران رماتیسم و بیماری‌های کلیوی و سردردهای شدید و مزمن بسیار سودمند است.

## کاربردها

### فلوریت در صنعت اسید هیدروفلوئوریک (HF)
با واکنش فلوریت با اسید سولفوریک و حرارت دیدن در کوره، گاز فلورید هیدروژن(HF) و سولفات کلسیم تولید می‌شود. پس از تصفیه به وسیلهٔ گازشویی، چگالش و تقطیر، HF به صورت HF بی آب، مایع دود کننده بی‌رنگ، به فروش می‌رسد؛ یا ممکن است برای تشکیل اسید آبکی، معمولاً 70% HF، جذب شود. کریولیت مصنوعی، مواد شیمیایی فلوئورید آلی یا غیر آلی و فلوئور عنصری از اسید هیدروفلووئوریک ساخته می‌شوند. خود اسید در کاتالیزوری برای تولید آلکیلات، ماده ای که در سوخت با اکتان بالا برای هواپیما و خودروهایی که به وسیلهٔ پیستون به حرکت در می‌آیند، در اسیدشویی فولاد، حذف لعاب و حکاری و صیقل دادن شیشه، در عملیات آبکاری الکتریکی مختلف مهم تلقی می‌گردد.

### فلوریت در صنعت متالورژی
فلوریت گاهی به عنوان گدازآور همراه با آهک به منظور بهبود سیالیت سرباره در فولادسازی و فرایند متالورژی پاتیل، مورد استفاده قرار می‌گیرد. فلورین سیالیت سرباره را (با کاهش نقطه ذوب آن) رونق می‌بخشد و در نتیجه، حذف گوگرد و فسفر را از فولاد به درون سرباره ممکن می‌سازد. مصرف فلوراسپار در تولید فولاد ۲ تا ۱۰ کیلوگرم یا به میزان ۵ تا ۱۰٪ میزان آهک افزوده شده است. فلوریت در تصفیه سرباره الکتریکی با نسبت ۷۰ به ۳۰ فلوریت به آهک مورد استفاده قرار می‌گیرد. هدف در تصفیه سرباره الکتریکی، تشکیل سرباره بسیار رسانا با دمای ذوب لازم است. در ذوب آلومینیوم، حدود ۲۳ کیلوگرم به صورت AlF3 معادل در هر تن آلومینیوم، مورد استفاده قرار می‌گیرد. فلوریت اهداف مشابهی را در ریخته‌گری‌های آهن، جایی که به بار کوره قال‌گیری به نسبت حدود ۹–۷ کیلوگرم بر تن فلزات مذاب افزوده می‌شود، برآورده می‌کند.

### فلوریت در صنعت سیمان
فلوریت به عنوان گدازآور در تولید سیمان مورد استفاده قرار می‌گیرد. این ماده به مخلوط مواد خام سیمان، قبل از ورود به کوره دورانی، افزوده می‌شود؛ افزودن این ماده معدنی باعث می‌شود کوره در دمای پایین عملیات انجام دهد و در نتیجه از نظر اقتصادی مقرون به صرفه است. فلوریت به تولید محصول کلینکر نرم تری که خردایش آسانتری داشته و در نتیجه به افزایش انرژی الکتریکی منجر شده نیز کمک می‌کند.

### فلوریت در صنعت شیشه
فلوریت در صنعت شیشه برای ساختن شیشه چخماقی، شیشه‌های سفید یا شیری رنگ و لعاب‌ها مورد استفاده قرار می‌گیرد. مخلوط‌های شیشهٔ چخماقی معمولاً حاوی ۳٪ فلورین است. شیشه‌های شیری حاوی ۲۰–۱۰٪ فلورین می‌باشند و در ظروف شیشه ای عتیقه و وسایل بهداشتی و رستوران به کار می‌روند. لعاب‌های کدر برای پوشاندن اجاق‌ها، یخچال‌ها، کابینت‌ها، وان‌های حمام و ظروف آشپزی و برای رویه کاری آجر، کاشی و مواد ساختمانی دیگر به کار می‌روند.

### دیگر کاربردهای فلوریت
فلوریت با عیار سرامیکی در تولید فلزات منیزیم و کلسیم و در تهیهٔ بعضی از مواد شیمیایی منگنز مورد استفاده قرار گرفته است. در عملیات صنعتی فعلی مصرف‌کنندگان ترجیح می‌دهند فلوریت با عیار اسیدی را به جای عیار سرامیکی خریداری نمایند و آن را به‌طور متناسبی رقیق کنند. فلوریت با عیار سرامیکی و متالورژیکی ممکن است در ساختن عایق شیشهٔ الیافی، در ذوب روی، به عنوان بازدارندهٔ کف کنندگی سبز وانادیم در تولید آجر با رویهٔ به رنگ نخودی به عنوان ساینده بر روی بعضی انواع کاغذهای سنباده مورد استفاده قرار گیرد. عیارهای مختلف فلوریت در تولید کاربید کلسیم در کوره الکتریکی، ساختن الکترودها، برای لامپ‌های قوسی و به عنوان مادهٔ اتصال برای چرخ‌های سنباده به کار می‌روند. انواع مختلفی از پوشش‌های میله جوش از فلوریت یا مخلوط‌های فلوریت تشکیل شده‌اند. فلوریت در تولید فلزات منیزیم و کلسیم و در تهیه بعضی از مواد شیمیایی منگنز مورد استفاده قرار گرفته است.